# International Transgender Day of Visibility
International Transgender Day of Visibility (ungefär "Internationella dagen för synliggörande av transpersoner", även kallad TDOV eller Trans Day of Visibility) är en årlig temadag som avhålls den 31 mars.
Dagen skapades 2009 av Rachel Crandall och USAs president Joe Biden förklarade den 31 mars 2021 denna dag officiellt som Transgender Day of Visibility.